# XXX Batalion Saperów
XXX batalion saperów (XXX bsap) – pododdział saperów  Wojska Polskiego w II Rzeczypospolitej.

## Dzieje XXX batalionu saperów
XXX  batalion saperów powstał 22 sierpnia 1921 z przemianowanego batalionu Saperów Syberyjskich.
W 1921 batalion został włączony w skład 9 pułku saperów w Brześciu. W 1929 roku, w następstwie reorganizacji wojsk saperskich, batalion został rozformowany.

## Dowódcy batalionu
- kpt. Józef Ojrzyński (od 25 XI 1922[2][3])
- kpt. / mjr Witold Wincza (do 25 X 1926 → dowódca baonu w 3 psap[4])
- mjr Roman II Ostrowski (25 X 1926 - 1928[5])